# Sparta (Tennessee)
Sparta település az Amerikai Egyesült Államok Tennessee államában, White megyében, melynek megyeszékhelye is. Lakosainak száma 4998 fő (2020. április 1.).

## Népesség
A település népességének változása:

| 2010 | 4 925 |
| 2020 | 4 998 |